# Xanthoparmelia serusiauxii
Xanthoparmelia serusiauxii är en lavart som beskrevs av Hale. Xanthoparmelia serusiauxii ingår i släktet Xanthoparmelia och familjen Parmeliaceae.   Inga underarter finns listade i Catalogue of Life.